# Багратион-Мухранский, Константин Александрович
Князь Константин Александрович Багратио́н-Мухра́нский (2 [14] марта 1889, Тифлис, Российская империя — 19 мая [1 июня] 1915, село Загроды (под Любачевом), Австро-Венгрия) — участник Первой мировой войны, Георгиевский кавалер.

## Биография

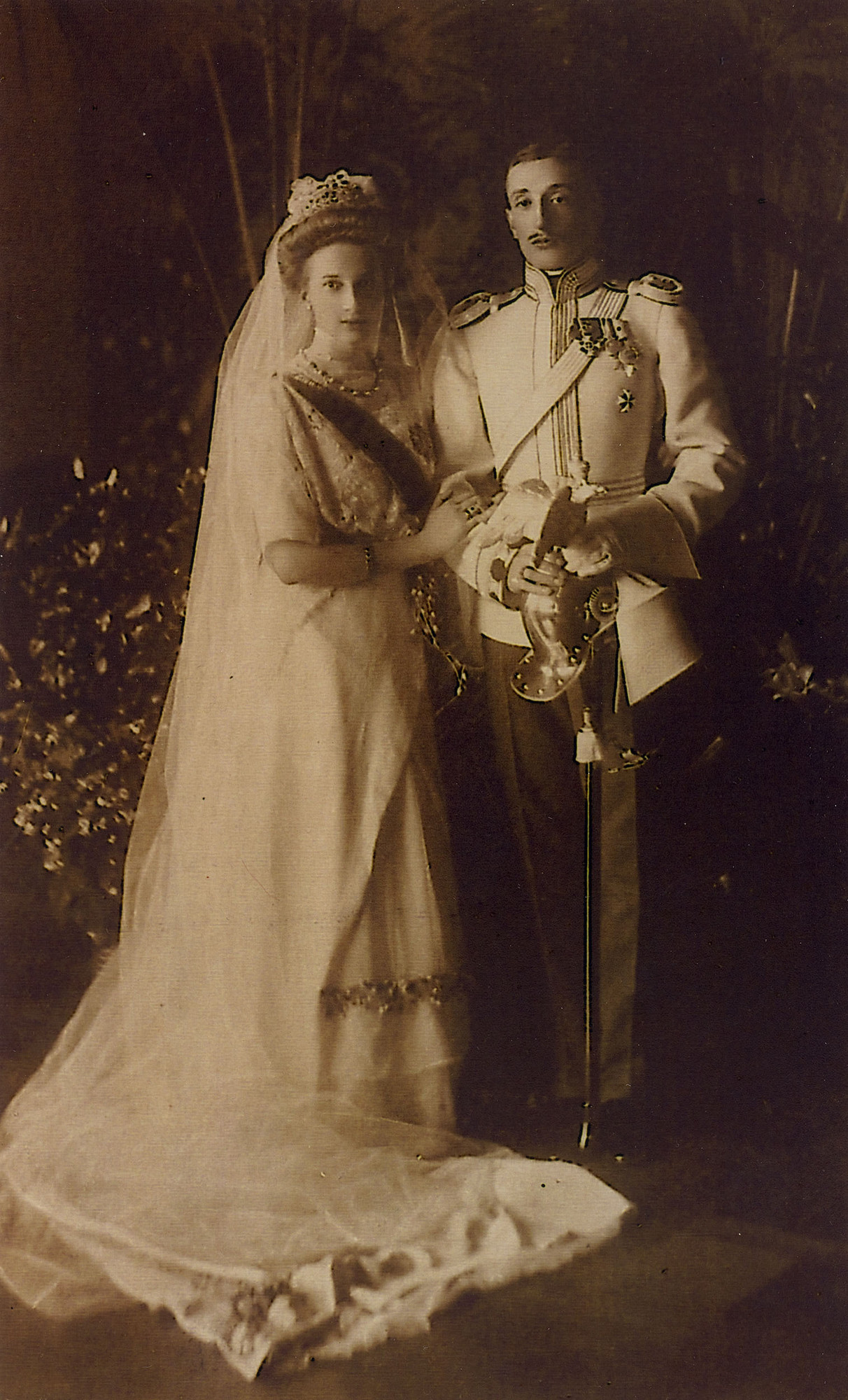
Татьяна Константиновна Романова с супругом Багратион-Мухранским

Родился 2 [14] марта 1889 года. Отец — Багратион-Мухранский Александр Михайлович (29.03.1856 — 19.01.1935), мать — Тархан-Моурави Нина Иосифовна (1860—1934). Из потомственных дворян, потомок князя Теймураза, владетеля (батони) мухранского, происходящего от бывшего грузинского царского рода Багратидов, от которой ведёт своё родословие и ветвь князей Багратионов-Мухранских. Уроженец гор. Тифлиса. Православный.
Зачислен в пажи-кандидаты Высочайшего Двора 26 февраля (11 марта) 1901 года.
C августа 1909 года — корнет Кавалергардского Её Величества Государыни Императрицы Марии Фёдоровны полка.
Зимой 1910 года в Осташевском имении великокняжеской четы Романовых, Константин познакомился с будущей супругой княжной Романовой Татьяной Константиновной. Родители Татьяны были против их брака, вот как описывает эти события в своем дневнике Великий Князь Гавриил Константинович:

«отец и матушка были категорически против этой свадьбы, так как Багратион считался не равного с Татианой происхождения. Отец потребовал, чтобы Багратион покинул Петербург. Тогда Багратион уехал в Тифлис, в ожидании прикомандирования в Тегеран, к казачьей части, бывшей в конвое у шаха Персидского» — дневник ВК Гавриила Константиновича
Константин и Татьяна были разлучены на целый год, и только после этого родители невесты дали согласие на брак. 1 [14] мая 1911 года в Ореандской церкви Покрова Богородицы был отслужен молебен по случаю их помолвки. Свадьба же состоялась в Павловском дворце под Петербургом 24 августа (6 сентября) 1911 года в присутствии всей царской семьи.
Счастливая семейная жизнь Константина и Татьяны увенчалась появлением на свет двоих детей: сына Теймураза, родившегося 21 августа (3 сентября) 1912 года, и дочери Натальи — 19 апреля (2 мая) 1914 года.
В начале Первой мировой войны Константин в рядах Кавалергардского полка ушёл на фронт, где проявил героизм и доблесть, участвуя в боевых и разведывательных операциях, за что был награждён Георгиевским оружием. В Высочайшем приказе от 10 [23] июня 1915 года сказано:

 «Кавалергардского Её Величества Государыни Императрицы Марии Феодоровны полка, убитому в бою с неприятелем, флигель-адъютанту, князю Константину Багратиону-Мухранскому за то, что, будучи послан в тыл противника на разведку в районе Мариамполя, пробыл там с 27-го февраля по 3-е марта 1915 года при исключительно трудной обстановке, подвергая свою жизнь опасности. Вернулся, добыв чрезвычайно важные сведения о противнике, которые способствовали успеху части». — Русский инвалид, № 132, 17 июня 1915 г., стр. 4.
18 [31] мая 1915 года князь Константин по собственной инициативе был прикомандирован к 13-му лейб-гренадерскому Эриванскому полку командиром 5-й роты. 19 мая [1 июня] 1915 года при атаке неприятельской позиции он был убит.
Император Николай II 2 [15] июля 1915 наградил князя Константина посмертно орденом Святого Георгия 4-й степени. В Высочайшем приказе от 10 [23] июля 1915 года сказано: 

 «Кавалергардского Её Величества Государыни Императрицы Марии Феодоровны полка, флигель-адъютанту, поручику князю Константину Багратион-Мухранскому, состоявшему в прикомандировании к 13-му лейб-гренадерскому Эриванскому Царя Михаила Феодоровича полку, за то, что 19-го мая 1915 года, при атаке неприятельской позиции к востоку от селения Загроды, командуя 5-й ротой сего полка и увлекая своим примером нижних чинов, с беззаветным мужеством, засвидетельствованным начальником боевого участка, первым ворвался в неприятельский окоп, при чем тут же был убит». — Русский инвалид, 13 июля 1915 г., № 158.

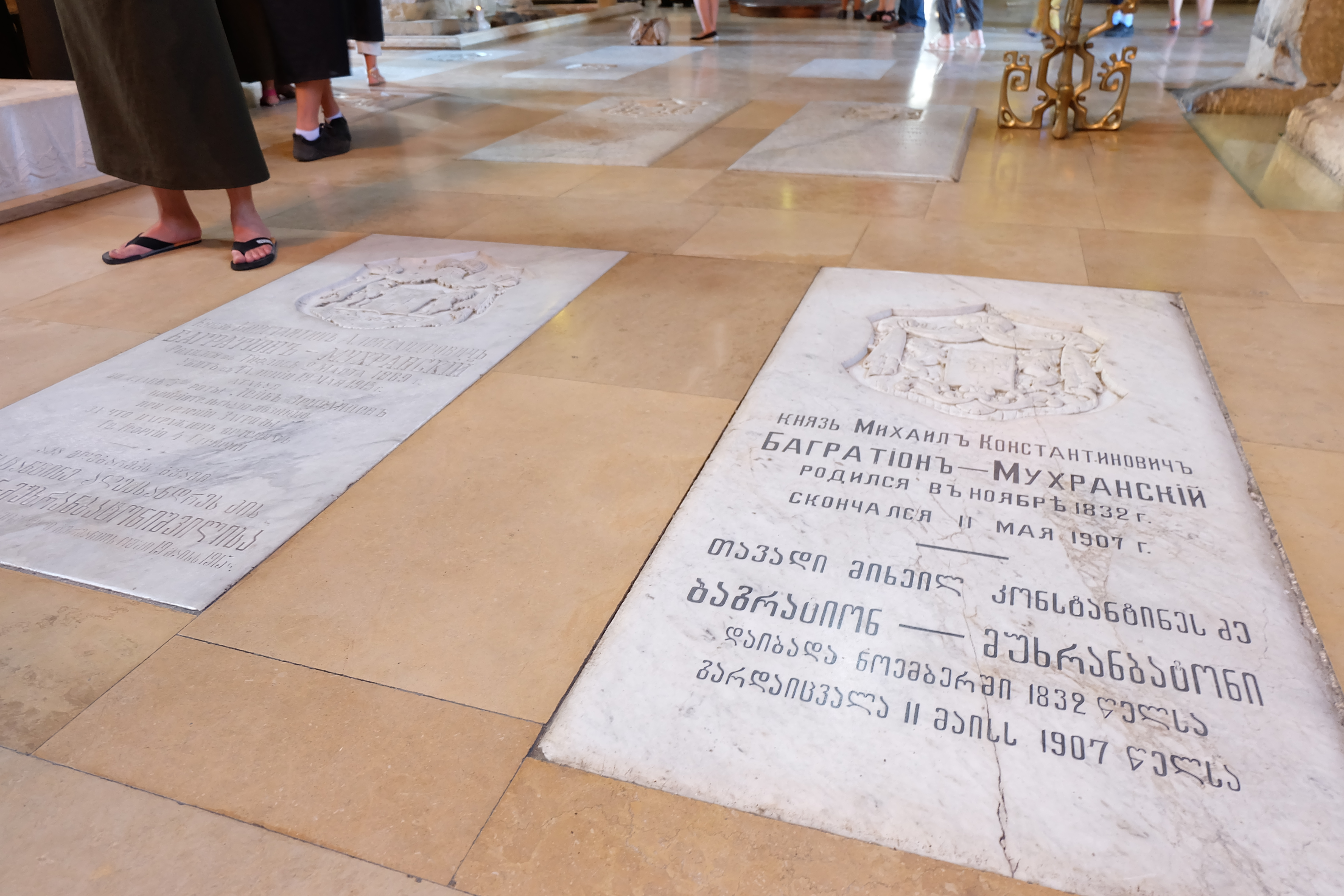
Могильная плита Константина в Светицховели (слева).

Тело Константина было погребено в древней столице Грузии Мцхете, в соборе Светицховели.

В том же 15-м году в Тифлис был привезен прах князя Багратиона. В Тифлисе на всем пути торжественной похоронной процессии были выстроены шпалерами войска гарнизона и все учебные заведения города и наш кадетский корпус.— К воспоминаниям Сердаковского о Тифлисском корпусе.